# 한경선
한경선(1963년 4월 25일 ~ 2015년 7월 4일)은 대한민국의 배우이다.

## 생애
1남 2녀 중 막내이다. 1983년 KBS 공채 탤런트 10기로 데뷔하여 많은 작품에 출연하였다. 2015년 6월 30일 드라마 《위대한 조강지처》 촬영을 마치고 귀가하는 도중 뇌경색으로 갑작스럽게 쓰러져 2015년 7월 4일 세상을 떠났다.

## 연기 활동

### 드라마
- 1984년 KBS 1TV 특집드라마 《함정》
- 1989년 KBS 2TV 주말연속극 《달빛가족》
- 1990년 KBS 2TV 아침드라마 《가을에 온 손님》
- 1990년 KBS 2TV 주말연속극 《야망의 세월》 ... 양 양 역
- 1991년 KBS 1TV 일일연속극 《옛날의 금잔디》
- 1992년 KBS 2TV 주말연속극 《사랑을 위하여》 ... 수정 친구 역
- 1994년 SBS 수목드라마 《이 남자가 사는 법》 ... 천미숙 역 (가짜 수진이)
- 1994년 SBS 주말극장 《이 여자가 사는 법》 ... 한가희 역
- 1995년 SBS 특별기획 《모래시계》 ... 카지노 딜러 역
- 1995년 KBS 2TV 아침드라마 《길》 ... 지원 역
- 1996년 SBS 주말극장 《부자유친》 ... 정미숙 역
- 1996년 SBS 드라마스페셜 《남자대탐험》 ... 이연정 역
- 1996년 SBS 창사6주년 특별기획드라마 《임꺽정》 ... 초향 역
- 1996년 KBS 2TV 단막드라마 《깊은 바다》
- 1997년 KBS 1TV TV소설 《초원의 빛》
- 1998년 KBS 1TV 일일연속극 《살다보면》 ... 애란 역
- 1998년 KBS 2TV 단막드라마 《싱싱 손자병법》
- 1999년 KBS 1TV 일일연속극 《사람의 집》 ... 복자 역
- 2000년 KBS 1TV TV소설 《민들레》
- 2000년 KBS 2TV 어린이드라마 《요정 컴미》 ... 강수자 역
- 2001년 KBS 1TV 전원드라마 《대추나무 사랑걸렸네》 ... 단옥 역
- 2001년 KBS 2TV 주말연속극 《아버지처럼 살기 싫었어》
- 2002년 SBS 특별기획 《유리구두》 ... 청소부 신 반장 역
- 2003년 MBC 수목미니시리즈 《위풍당당 그녀》 ... 음악 교사 역
- 2003년 SBS 특별기획 《완전한 사랑》 ... 술집 마담 역
- 2004년 KBS 2TV 어린이드라마 《울라불라 블루짱》 ... 조경자 역
- 2004년 EBS1 일일드라마 《깡순이》 ... 어복희 역
- 2006년 투니버스 《에일리언 샘》
- 2006년 KBS 1TV TV소설 《강이 되어 만나리》 ... 최서운 역
- 2006년 KBS 2TV 어린이드라마 《화랑전사 마루》 ... 유해진 역
- 2006년 KBS 1TV 대하드라마 《대조영》 ... 태평 역
- 2007년 KBS 1TV 일일연속극 《미우나 고우나》 ... 지금자 역
- 2009년 KBS 2TV 아침드라마 《장화, 홍련》 ... 한수옥 역
- 2009년 KBS 2TV 납량기획드라마 《2009 전설의 고향 제4화 목각귀》 ... 서씨 역
- 2010년 KBS 1TV 일일연속극 《바람 불어 좋은 날》
- 2010년 SBS 창사20주년 대하드라마 《자이언트》 ... 이복자 역
- 2010년 KBS 2TV 아침드라마 《사랑하길 잘했어》 ... 정숙 역
- 2011년 KBS 1TV 특별기획 대하드라마 《광개토태왕》 ... 홍매 역
- 2011년 KBS 2TV 《복희 누나》 ... 한복희의 모 역
- 2012년 KBS 2TV 단막극 《KBS 드라마 스페셜 연작 시리즈 - SOS》 ... 교장 역
- 2013년 KBS 2TV 저녁 일일드라마 《루비반지》 ... 장금희 역
- 2014년 KBS 2TV 저녁 일일드라마 《뻐꾸기 둥지》 ... 이공희 역
- 2015년 MBC 저녁 일일드라마 《위대한 조강지처》 ... 조미미 역

### 영화
- 1991년 《전국구》 ... 거북이 역
- 1994년 《거꾸로 가는 여자》 ... 배의수하 1 역

## TV 프로그램 출연
- 2011년 2월 21일 KBS 2TV 《여유만만》

## 홍보대사
- 2007년 제30회 대추사랑 속리축전 보은 황토대추 홍보대사